# Matt Armstrong (Eishockeyspieler)
Matt Armstrong (* 9. August 1982 in Orleans, Ontario) ist ein ehemaliger kanadisch-australischer Eishockeyspieler, der zuletzt von 2010 bis 2019 beim Melbourne Ice in der Australian Ice Hockey League unter Vertrag stand.

## Karriere
Matt Armstrong begann seine Karriere bei den Cumberland Grads in der Central Junior Hockey League. Nachdem er 1999 bei der OHL Priority Selection von den Kitchener Rangers in der 4. Runde als insgesamt 65. Spieler gedraftet worden war, wechselte er zu dem Klub aus dem Großraum Toronto. Inmitten der Spielzeit 2000/01 schloss er sich dem OHL-Ligakonkurrenten Peterborough Petes an, bei dem er bis 2002 spielte. Seine letzte Juniorensaison verbrachte er bei den Plymouth Whalers und den Barrie Colts ebenfalls in der OHL. Nach zwei Jahren im Team der Concordia University zog es ihn nach Europa, wo er in den Niederlanden und Deutschland auf dem Eis stand und 2009 mit den Nijmegen Devils den niederländischen Pokalwettbewerb gewann. Nach diesem Erfolg kehrte er zunächst nach Nordamerika zurück und spielte dort für die Quad City Mallards und die Knoxville Ice Bears, bevor er kurz vor Saisonende 2010 zum Deggendorfer SC wechselte, für den er noch vier Spiele absolvierte.
Im Sommer 2010 wechselte Armstrong auf die Südhalbkugel der Erde und schloss sich Melbourne Ice an, für das er seither in der Australian Ice Hockey League spielt. Mit dem Klub gewann er 2010, 2011, 2012 und 2017 den Goodall Cup, die australische Meisterschaft. Hinzu kommt 2011 der Gewinn der H Newman Reid Trophy als Sieger der regulären Saison. 2018 wurde er für das All-Star-Team der AIHL nominiert.

### International
Bei der Weltmeisterschaft 2018 spielte Armstrong nach seiner Einbürgerung erstmals für Australien in der Division II. Auch bei der Weltmeisterschaft 2019 spielte er in der Division II.

## Erfolge und Auszeichnungen
- 2009 Niederländischer Pokalsieger mit den Nijmegen Devils
- 2010 Goodall-Cup-Gewinn mit Melbourne Ice
- 2011 Goodall-Cup-Gewinn und Gewinn der H Newman Reid Trophy mit Melbourne Ice
- 2012 Goodall-Cup-Gewinn mit Melbourne Ice
- 2017 Goodall-Cup-Gewinn mit Melbourne Ice